# Acantholingua ohridana
Acantholingua ohridana és una espècie de peix de la família dels salmònids i de l'ordre dels salmoniformes.

## Morfologia
- Els mascles poden assolir 33,6 cm de longitud total i 685 g de pes.[2][3]

## Reproducció
Fresa entre desembre i febrer, i, poc després, deixa les àrees costaneres per romandre en aigües profundes.

## Alimentació
Menja invertebrats bentònics, zooplàncton i larves de peixos.

## Hàbitat
Viu en zones d'aigües dolces (42°N-40°N, 20°E-21°E) fins a una fondària de 40-60 m.

## Distribució geogràfica
Es troba a Albània i Macedònia del Nord.

## Longevitat
Pot arribar a viure 12 anys.

## Interès comercial
És força apreciat i, normalment, és consumit fresc.

## Estat de conservació
Es troba amenaçat d'extinció a causa de la sobrepesca i la introducció d'espècies exòtiques.